# Stützpunktleiter

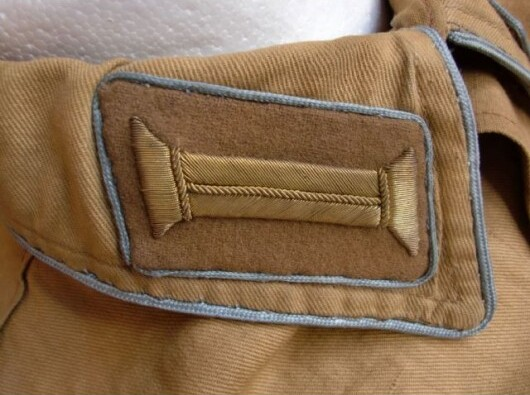
Parche de cuello de un Stützpunktleiter.

Stützpunktleiter (en español: Líder de Acción de Base) fue un rango político del Partido Nacionalsocialista Obrero Alemán que existió entre 1933  y 1938. El rango se creó como una posición adjunta al Ortsgruppenleiter de un pueblo o ciudad alemana. En 1939, el rango de Stützpunktleiter fue eliminado y reemplazado por varios nuevos rangos políticos jerárquicos.